# Kolobopetalum
Kolobopetalum es un género con once especies de plantas de flores perteneciente a la familia Menispermaceae. Nativo del África tropical. 

## Especies seleccionadas
- Kolobopetalum auriculatum
- Kolobopetalum chevalieri
- Kolobopetalum exauriculatum
- Kolobopetalum leonense
- Kolobopetalum mayumbense
- Kolobopetalum minus
- Kolobopetalum ovatum
- Kolobopetalum salmonicolor
- Kolobopetalum suberosum
- Kolobopetalum tisseranti
- Kolobopetalum veilchianum